# 川上短柄草
川上短柄草（学名：Brachypodium kawakamii）为禾本科短柄草属下的一个种。

## 扩展阅读
- 維基物種上的相關：川上短柄草